# Amareleja
Amareleja est une commune portugaise de 2'027 habitants (2021). Village connu comme étant le « village le plus chaud du Portugal » (47,4 °C en aout 2003), il est situé dans la région de l'Alentejo.

## Centrale solaire d'Amareleja
En mars 2008, la centrale solaire photovoltaïque d’Amareleja a commencé à produire de l’électricité. Elle compte plus de 262 000 panneaux photovoltaïques installés sur 250 hectares.
À pleine puissance (46,41 MWc), cette centrale peut produire jusqu'à 93 GWh/an, de quoi approvisionner 30 000 foyers. 
Sa construction a coûté 237 millions d'euros.

## Culture de yuzu
Dans ce village se trouve un verger d'agrumes asiatiques connus des chefs portugais et développé à l'initiative de jeunes agriculteurs locaux. 
Le climat limite la présence de mouche méditerranéenne et permet de produire des yuzus d'excellente qualité avec un mois d'avance sur le Japon.  